# Прогореоци
Прогореоци су насеље у Србији у општини Аранђеловац у Шумадијском округу. Према попису из 2022. има 733 становника (према попису из 2011. било је 881 становника).

## Историја
Прогореоци се налази југоисточно од места Лазаревца. Прогореоци
Су старије насеље. Помињу се за време аустријске владавине (1718-39. г.) под именом Prkurilaz. У првим десетинама 19. века припадали Катићевој Кнежини и имали су 1818. г. 12, а 1822. г. 18 кућа. По попису из 1921. г. село је имало 120 кућа са 830 становника. 

Главније су породице: Арсенијевићи, Станојевићи. који су дошли из пиротског округа, Поповићи, Гавриловићи и Јошићи. Из Прогорелаца је био познати из Устанка бајракар Никола Ниџовић.

## Демографија
У насељу Прогореоци живи 815 пунолетних становника, а просечна старост становништва износи 41,3 година (40,4 код мушкараца и 42,1 код жена). У насељу има 329 домаћинстава, а просечан број чланова по домаћинству је 3,09.
Ово насеље је скоро у потпуности насељено Србима (према попису из 2002. године).
|  |

| Демографија | Демографија | Демографија |
| Година      | Становника  | Становника  |
| ----------- | ----------- | ----------- |
| 1948.       | 627         |             |
| 1953.       | 1.091       |             |
| 1961.       | 1.230       |             |
| 1971.       | 1.182       |             |
| 1981.       | 1.110       |             |
| 1991.       | 1.124       | 1.117       |
| 2002.       | 1.015       | 1.027       |
| 2011.       | 881         |             |
| 2022.       | 733         |             |

| Етнички састав према попису из 2002.‍ | Етнички састав према попису из 2002.‍ | Етнички састав према попису из 2002.‍ | Етнички састав према попису из 2002.‍ | Етнички састав према попису из 2002.‍ |
| ------------------------------------ | ------------------------------------ | ------------------------------------ | ------------------------------------ | ------------------------------------ |
|                                      |                                      |                                      |                                      |                                      |
| Срби                                 | Срби                                 |                                      | 1.003                                | 98,81%                               |
| Мађари                               | Мађари                               |                                      | 2                                    | 0,19%                                |
| Румуни                               | Румуни                               |                                      | 1                                    | 0,09%                                |
| Бугари                               | Бугари                               |                                      | 1                                    | 0,09%                                |
| непознато                            | непознато                            |                                      | 5                                    | 0,49%                                |

| Година пописа     | 1948. | 1953. | 1961. | 1971. | 1981. | 1991. | 2002. |
| ----------------- | ----- | ----- | ----- | ----- | ----- | ----- | ----- |
| Број домаћинстава | 122   | 232   | 301   | 320   | 329   | 341   | 329   |

| Број чланова      | 1  | 2  | 3  | 4  | 5  | 6  | 7  | 8 | 9 | 10 и више | Просек |
| ----------------- | -- | -- | -- | -- | -- | -- | -- | - | - | --------- | ------ |
| Број домаћинстава | 69 | 84 | 44 | 65 | 31 | 24 | 11 | 0 | 0 | 1         | 3,09   |

| Пол    | Укупно | Неожењен/Неудата | Ожењен/Удата | Удовац/Удовица | Разведен/Разведена | Непознато |
| ------ | ------ | ---------------- | ------------ | -------------- | ------------------ | --------- |
| Мушки  | 409    | 122              | 254          | 22             | 11                 | 0         |
| Женски | 456    | 98               | 252          | 91             | 13                 | 2         |
| УКУПНО | 865    | 220              | 506          | 113            | 24                 | 2         |

| Пол    | Укупно                    | Пољопривреда, лов и шумарство | Рибарство                            | Вађење руде и камена | Прерађивачка индустрија       |
| ------ | ------------------------- | ----------------------------- | ------------------------------------ | -------------------- | ----------------------------- |
| Мушки  | 227                       | 17                            | 0                                    | 40                   | 113                           |
| Женски | 124                       | 8                             | 0                                    | 6                    | 72                            |
| УКУПНО | 351                       | 25                            | 0                                    | 46                   | 185                           |
| Пол    | Производња и снабдевање   | Грађевинарство                | Трговина                             | Хотели и ресторани   | Саобраћај, складиштење и везе |
| Мушки  | 5                         | 22                            | 2                                    | 2                    | 12                            |
| Женски | 1                         | 1                             | 13                                   | 5                    | 2                             |
| УКУПНО | 6                         | 23                            | 15                                   | 7                    | 14                            |
| Пол    | Финансијско посредовање   | Некретнине                    | Државна управа и одбрана             | Образовање           | Здравствени и социјални рад   |
| Мушки  | 0                         | 1                             | 1                                    | 4                    | 4                             |
| Женски | 2                         | 0                             | 1                                    | 7                    | 5                             |
| УКУПНО | 2                         | 1                             | 2                                    | 11                   | 9                             |
| Пол    | Остале услужне активности | Приватна домаћинства          | Екстериторијалне организације и тела | Непознато            | Непознато                     |
| Мушки  | 2                         | 0                             | 0                                    | 2                    | 2                             |
| Женски | 1                         | 0                             | 0                                    | 0                    | 0                             |
| УКУПНО | 3                         | 0                             | 0                                    | 2                    | 2                             |